# Robert Overmyer
Robert Franklin Overmyer (14. července 1936 v Lorain, Ohio, USA – 22. března 1996, Duluth, Minnesota) byl americký astronaut z programů MOL, Sojuz-Apollo a letů s raketoplány STS.

## Život

### Mládí a výcvik
Po základní a střední škole absolvoval fyzikální fakultu na Baldwin-Wallace College v roce 1958. Pak vystudoval již s titulem leteckého inženýra námořní postgraduální školu (Naval Postgraduate School), ukončil ji roku 1964. Od 30. června 1966 se stal členem USAF pro program MOL-2. Od 14. srpna 1969 byl přeřazen do NASA k americkým kosmonautům. Byl členem podpůrné posádky mezinárodního programu Sojuz-Apollo. Poté se přeškolil na lety s raketoplánem. V době prvního startu se stal 112. astronautem Země a měl hodnost podplukovníka..
Byl ženatý a měl tři děti.

### Lety do vesmíru
Poprvé letěl na raketoplánu Columbia na podzim roku 1982. Jednalo se o pětidenní misi STS-5, během níž posádka vypustila družice SBS-3 a Anik C3. Velitelem byl Vance Brand, ve čtyřčlenné posádce byli také dr. Joseph Allen a dr. William Lenoir. Startovali z Kennedyho vesmírného střediska na mysu Canaveral, přistáli na základně Edwards v Kalifornii.
O tři roky později byl v posádce sedmého letu raketoplánu Challenger, mise STS-51-B. Hlavním a splněným úkolem byla aktivace evropské laboratoře Spacelab 3. Posádku Challengeru tvořili velitel plk. Robert Overmyer, dále pak plk. Frederick Gregory, dr. William Thornton , dr. Norman Thagard, dr. Don Lind, dr. Lodewijk van den Berg a dr. Taylor Wang. Na palubě měli sebou také několik zvířat. Start i cíl byly shodné s předchozím letem.
Během dvou svých letů strávil ve vesmíru 12 dní.
- STS-5 Columbia (11. listopadu 1982 – 16. listopadu 1982)
- STS-51-B Challenger (29. dubna 1985 – 6. května 1985)

### Po skončení letů
Rok po svém druhém letu od NASA odešel ve svých 50 letech. Přešel do firmy McDonnell Douglas Corp., Space Station Div. Tragicky zahynul při havárii experimentálního letadla Cirrus VK-30 v Duluth o deset let později. Pohřben je na Arlingtonském národním hřbitově.